# Kostel svatého Štěpána (Skřivaň)

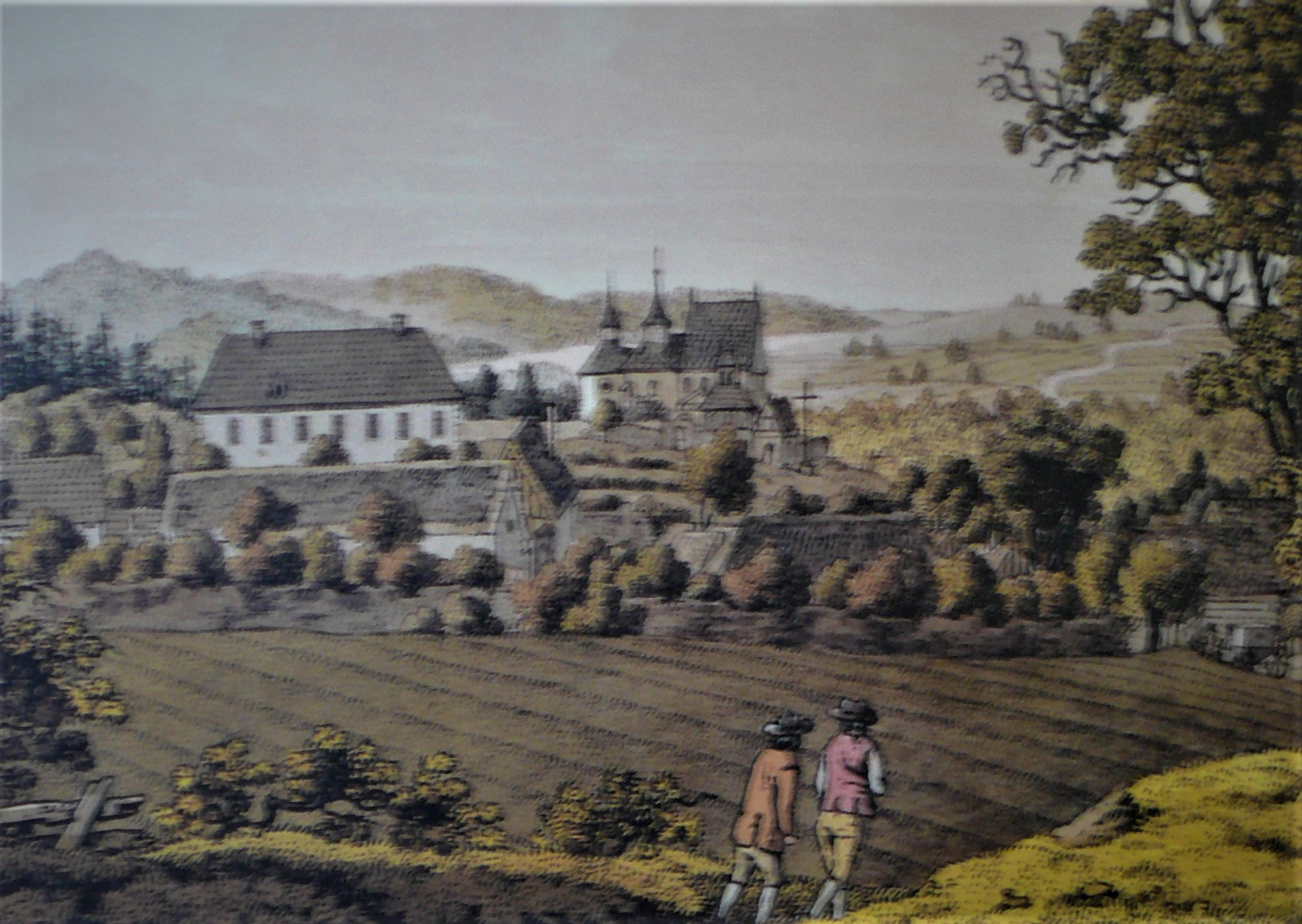
Podoba v roce 1797

Kostel svatého Štěpána ve Skřivani je jednolodní stavba kdysi obklopená hřbitovem, obehnaným ohradní zdí, kterou vybudovali v renesančním slohu na sklonku 16. století Jan a Ferdinand Renšperkové. Na dobovém vyobrazení, kresbě J. K. Wolfa z roku 1797, je znázorněna původní podoba členité budovy kostela a jejího vznosného zastřešení.
Ke krátké lodi kostela přiléhá oboustranně odsazený presbytář, k němuž byla připojena raně barokní kruhová sakristie, vystavěná nad podzemní kryptou Renšperků.
Vnější fasády svatostánku původně zdobila sgrafita završená vlysem s ornamentálním dekorem. Pokud jde o vnitřní výmalbu, pokrývaly stěny rostlinné motivy.
Z pozoruhodné a velkolepé renesanční výzdoby kostela zbylo pouze torzo oltáře. To stojí na kamenné tumbě. Na podsvícníku bývala řezba Večeře Páně, rámovaná pilastry a dětskými postavami po stranách. V ústřední části se skvěl bohatě vyřezávaný výjev Ukřižování Ježíše Krista mezi dvěma lotry, v boltcovitých postranicích vroubených anděly byly medailony s vyobrazením Zvěstování a narození Panny Marie. V nástavci býval obraz Uložení Ježíše Krista do hrobu, nad jeho římsou tři andělé a po stranách znaky dárců mobiliáře kostela Ferdinanda z Renšperku a jeho manželky Markéty z Fictum.

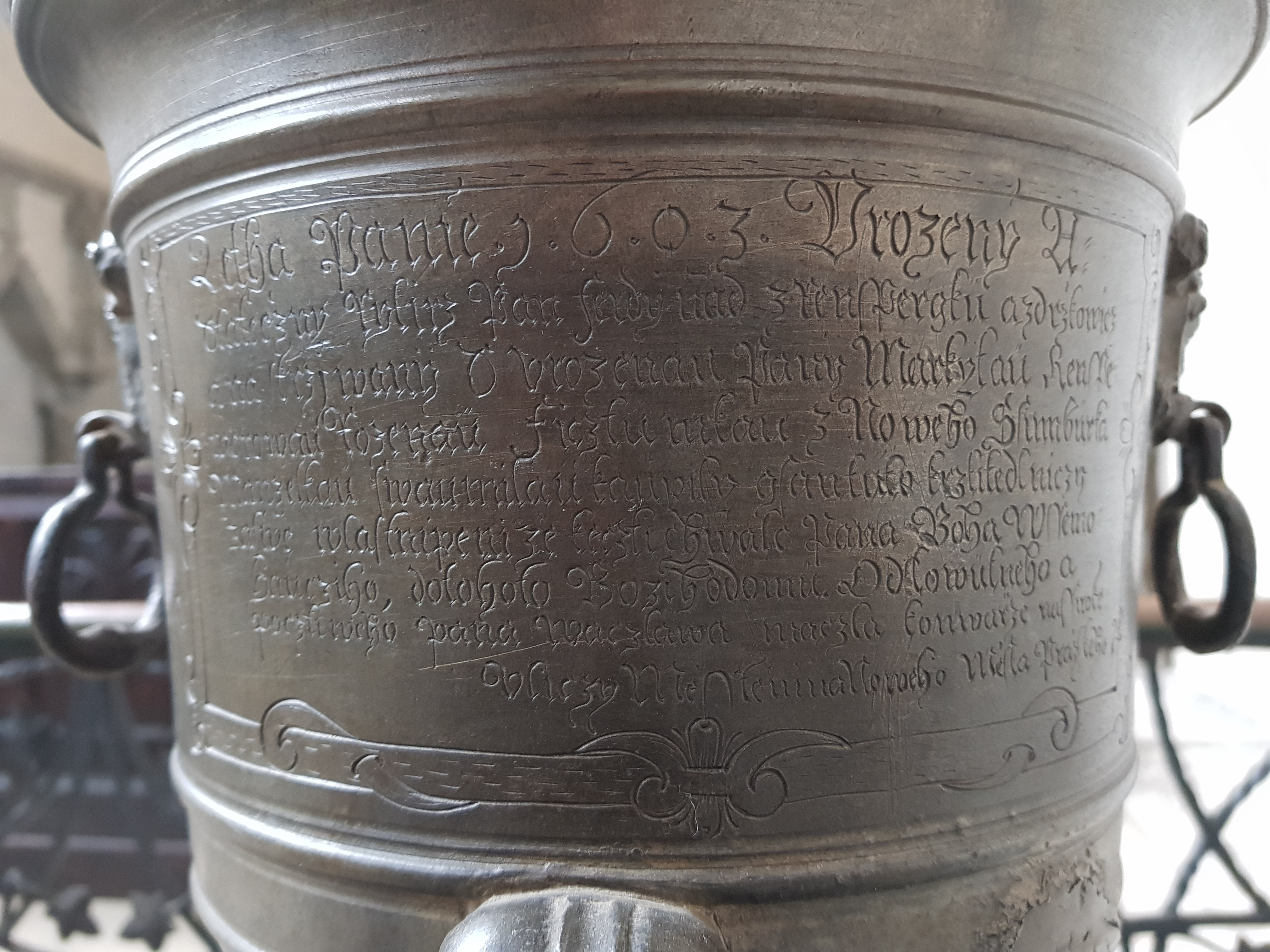
Křitelnice z roku 1603

Křtitelnice byla roku 1603 slita konvařskou hutí v Široké ulici na Novém Městě Pražském v držení M. Václava Macka.
V současné době je umístěna v kapli hradu Křivoklát.
V jižní zdi presbytáře a lodi jsou zazděny náhrobní desky z červeného mramoru s reliéfy postav Jana a Adama Chotka z Chockova a na Skřivani.
Mimořádně ceněný a dochovaný je soubor 11 okenních vitrážových výplní ze skleněných pravidelných přířezů ve tvaru spojovaných mezikruží zasazených do olova a vložených do původních dubových goticky profilovaných rámů vsazených do okenních ostění. (Okna byla v roce 2005 restaurována.)
Součástí této neobvyklé, originální okenní výbavy byly i ručně esovitě splétané drátěné sítě zavěšené na vnější straně okenních rámů. Šlo o dílo nevidomého příslušníka rodiny Renšperků. Jejich část je uložena v depozitáři Arcibiskupství pražského.
Ke kostelu přiléhá samostatně stojící dřevěná vzpěradlová zvonice, jedna ze tří dochovaných dřevěných zvonic na Rakovnicku. Pochází z počátku 17. století.

Je postavena na půdorysu o rozměrech 6,90 x 6,63 m a kryta šindelem. Byla osazena třemi zvony darovanými rodem Renšperků (1607). Dva z nich byly později přelity v dílnách pražských zvonařů Ignáce Kühnera (1755) a Karla Bellmanna (1858). V současnosti se zde nachází jediný zvon z roku 1607.

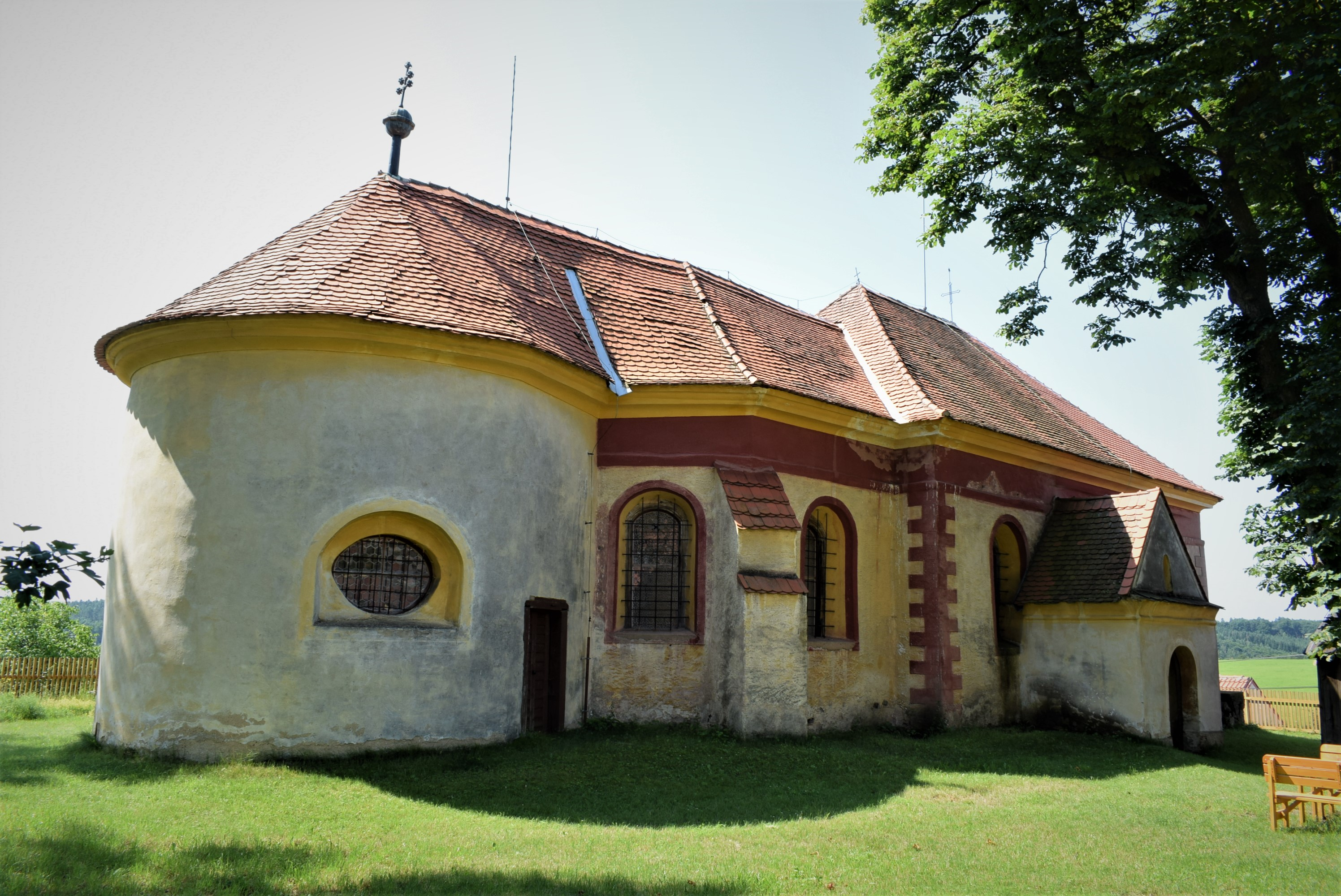
Strana se vstupem
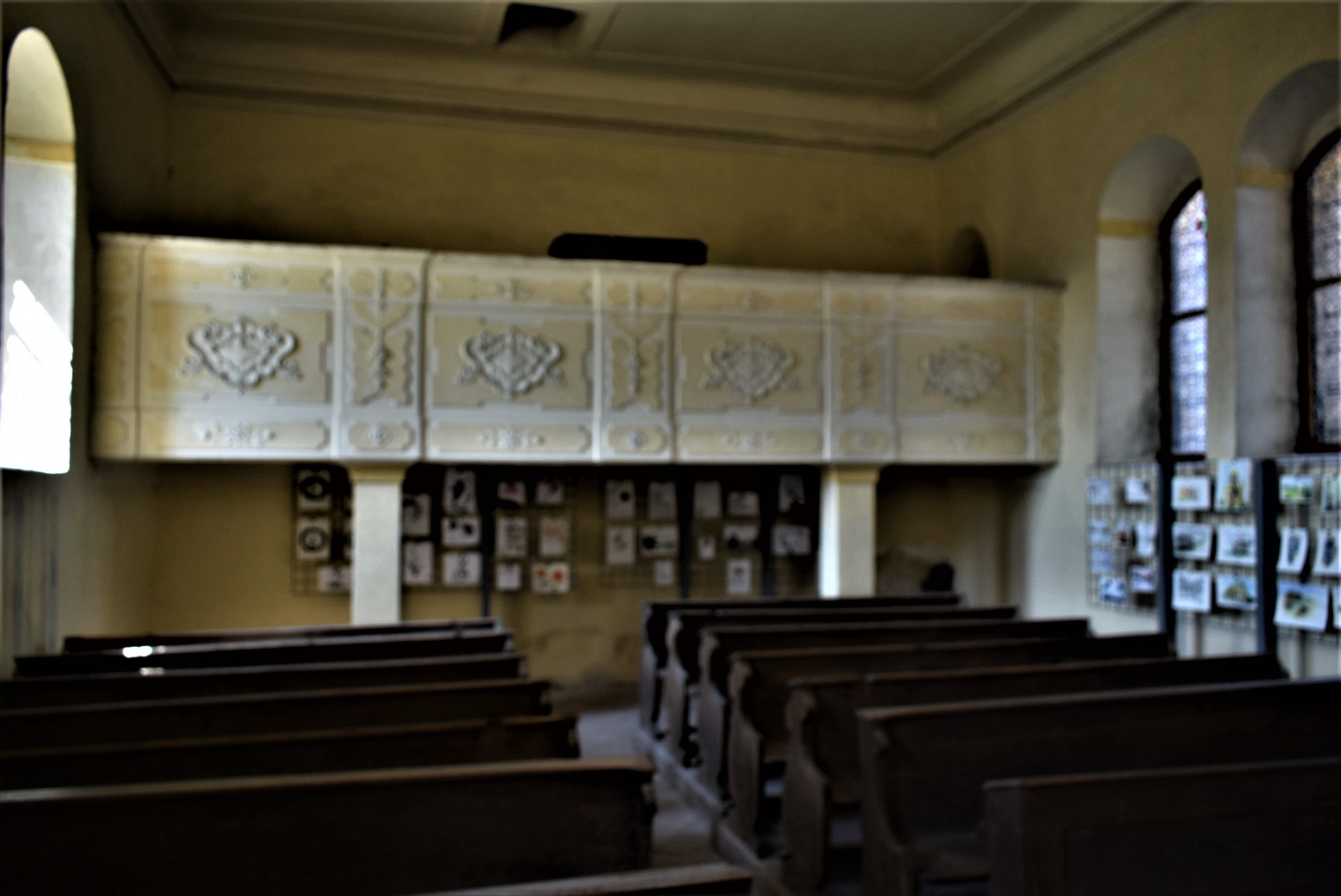
Loď s kruchtou
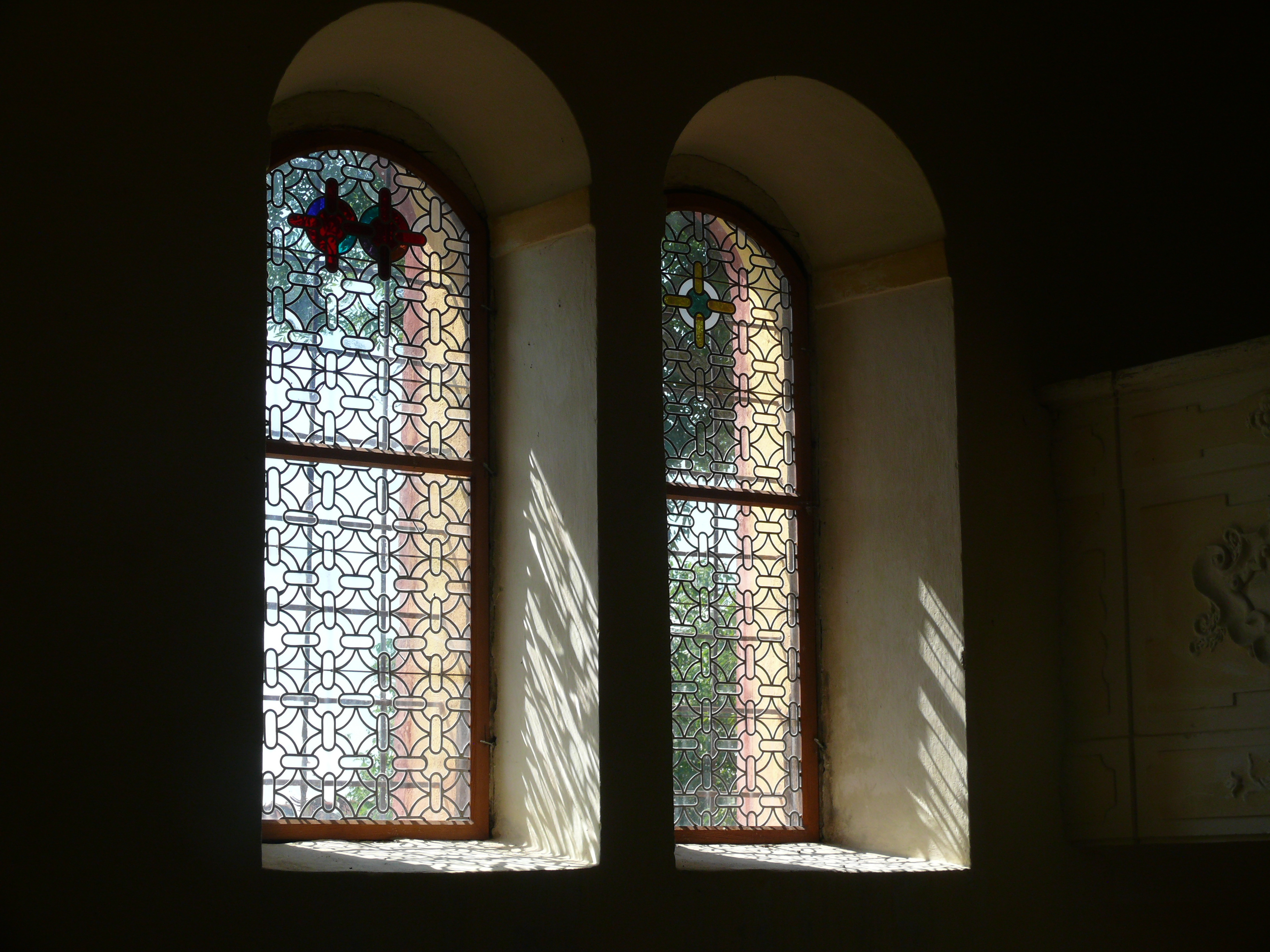
Vysoce ceněná okna
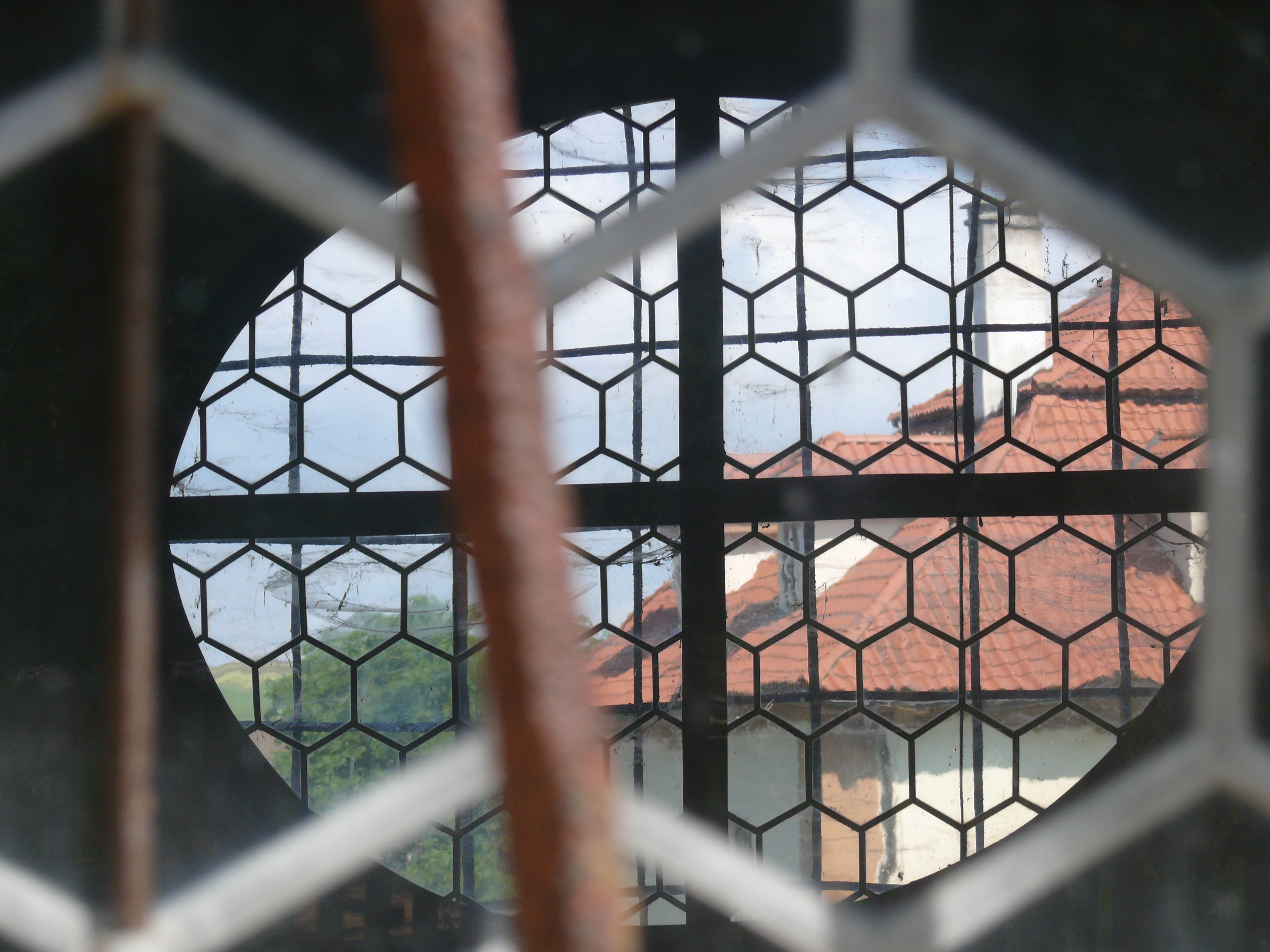
Okna v sakristii
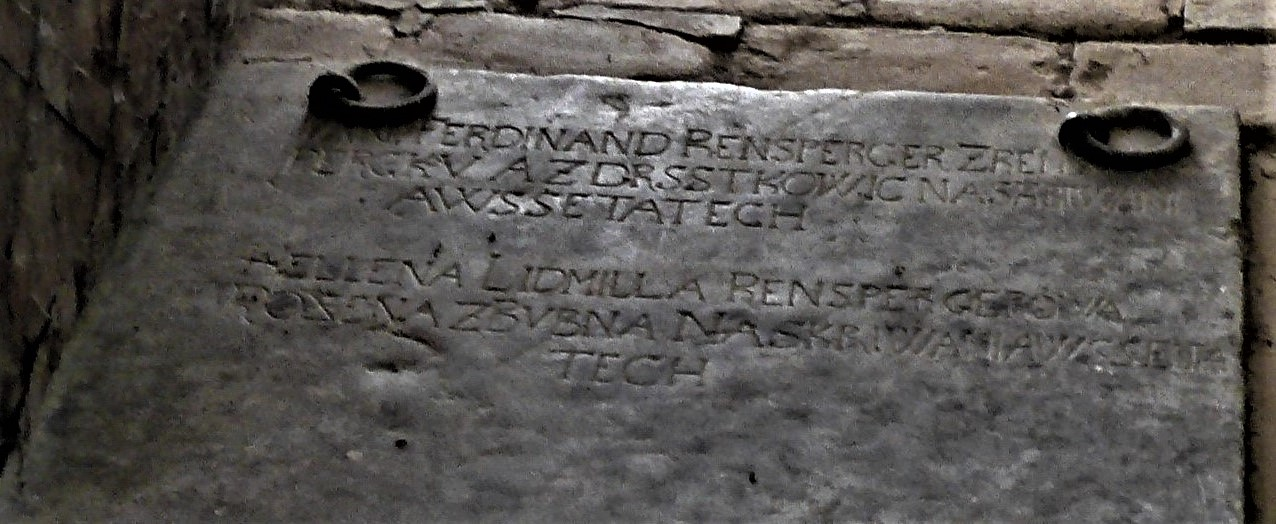
Nápis na hrobce Renšperků
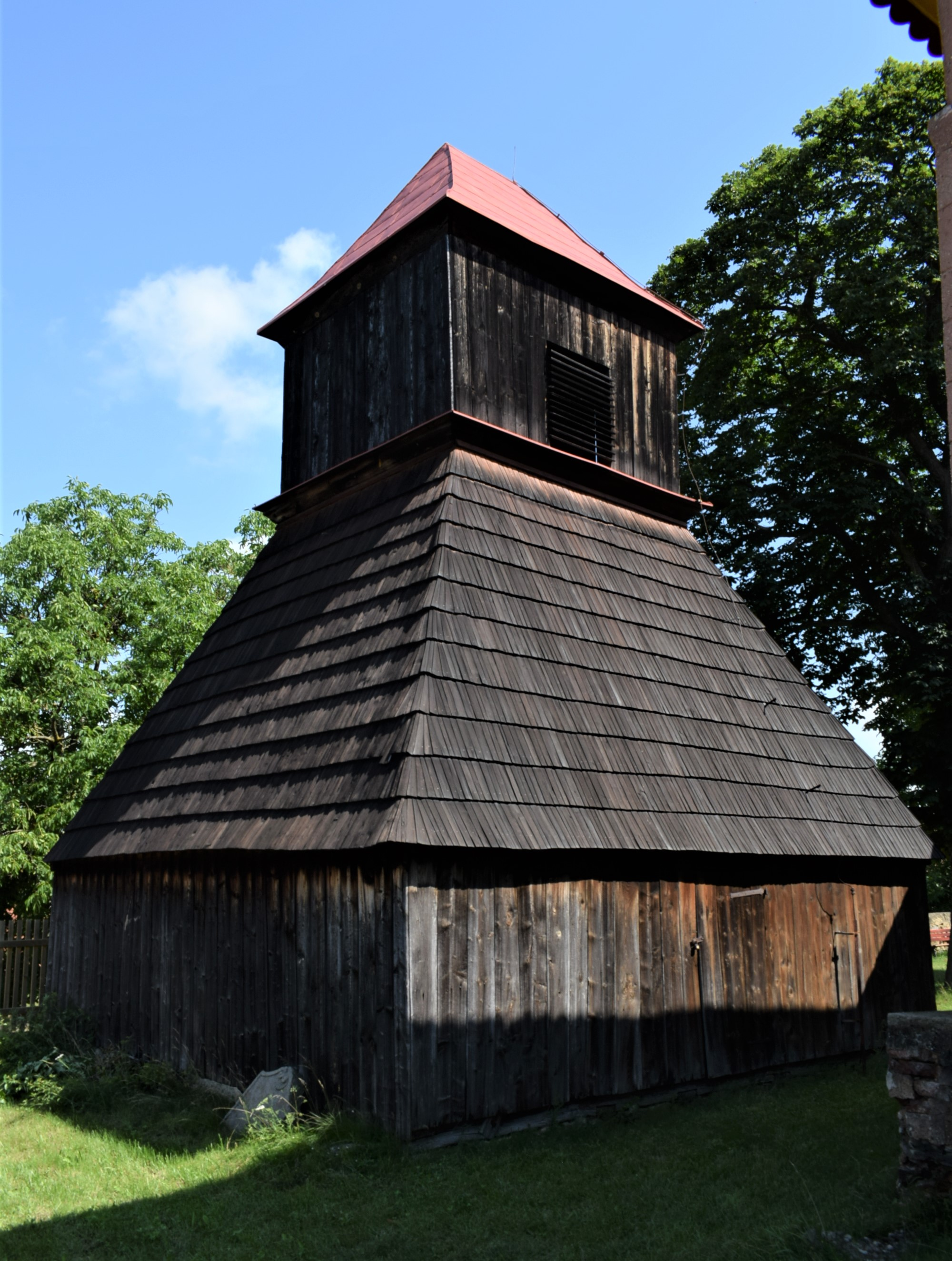
Dřevěná zvonice samostatně stojící
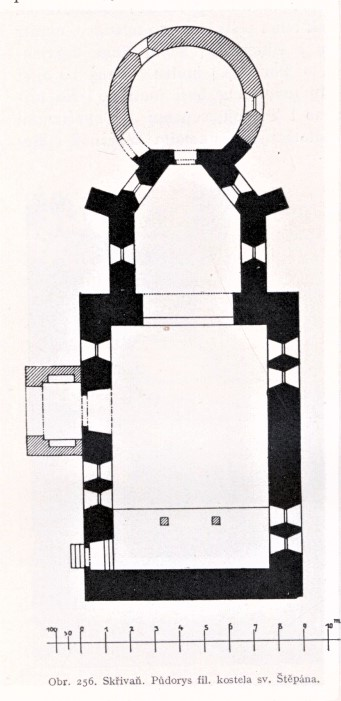
Půdorys stavby
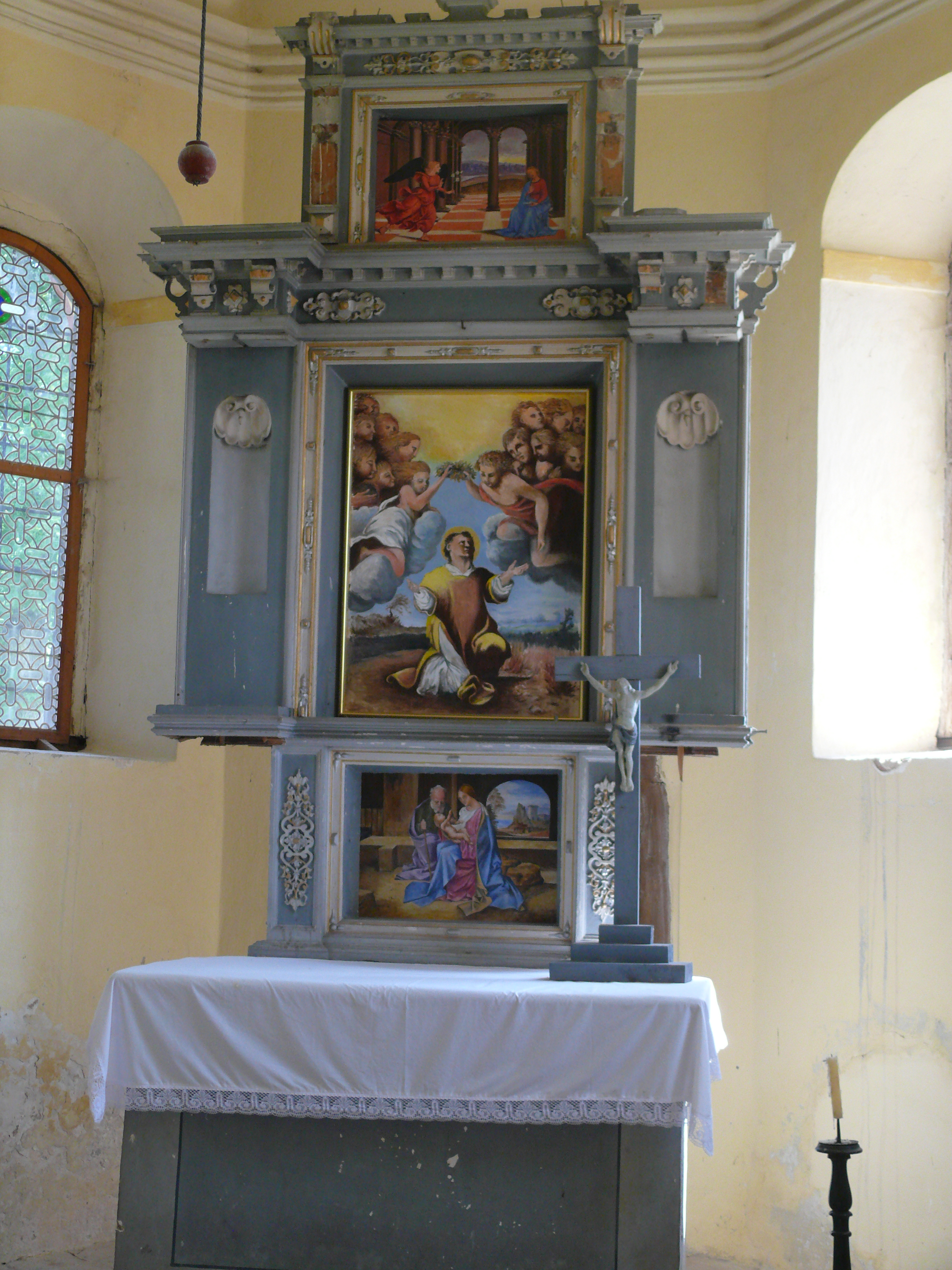
Oltář současný stav
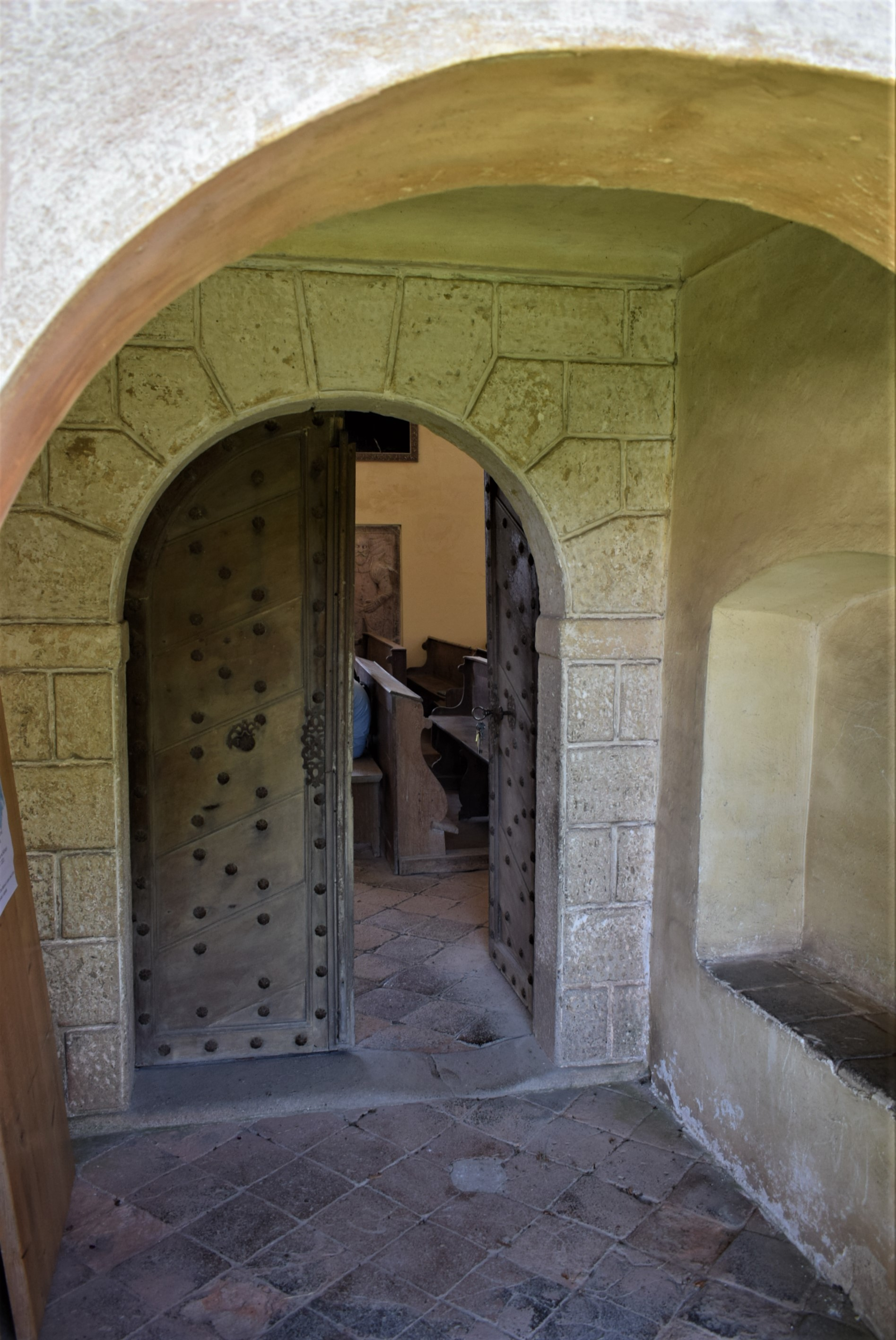
Vchod
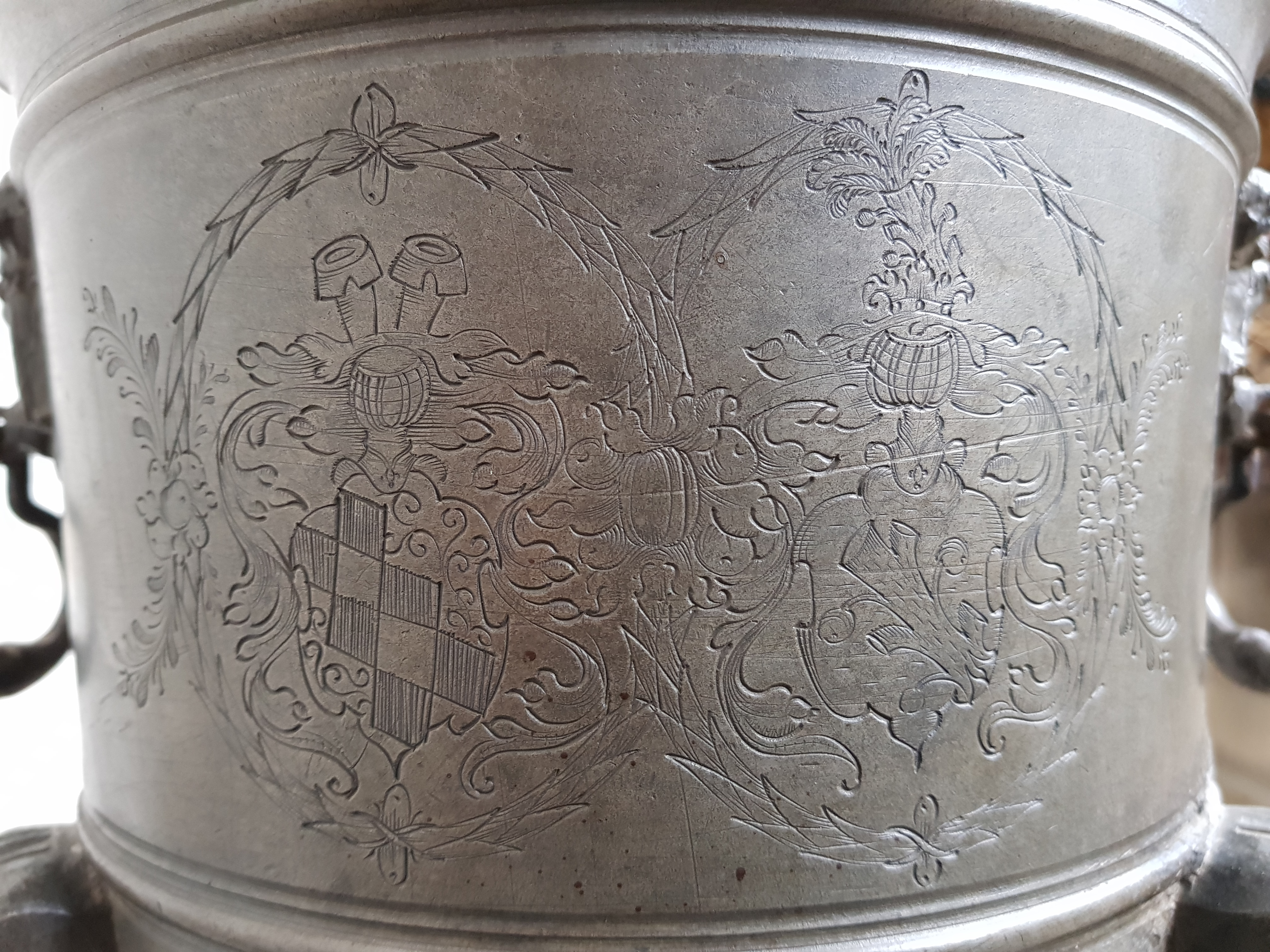
Strana s erby